# Света Троица (Ракитница)
„Света Троица“ е православна църква във видинското село Ракитница, България, част от Видинската епархия на Българската православна църква.

## История
Църквата е изградена с дарения в 1938 година. Като архитектура църквата наподобява видинския катедрален храм „Свети Димитър“ и е една от големите в региона. Иконостасът в храма е дело на дебърския резбарски род Филипови.
При Вранчанското земетресение през март 1977 година в сградата се появяват пукнатини, които с годините стават все по-големи, и накрая община Брегово издава заповед, с която е забранен достъпът до храма.